# Филонча (Перуђа)
Филонча је насеље у Италији у округу Перуђа, региону Умбрија.
Према процени из 2011. у насељу је живело 48 становника. Насеље се налази на надморској висини од 254 м.